# Dürreberg
Dürreberg är en kulle i Schweiz. Den ligger i distriktet Delémont och kantonen Jura, i den centrala delen av landet, 40 km norr om huvudstaden Bern. Toppen på Dürreberg är 1 032 meter över havet.